# Abbazia di Montecorona
L'abbazia di San Salvatore di Montecorona è situata nella valle del Tevere, ai piedi di monte Corona, a quattro chilometri da Umbertide, in provincia di Perugia.

## Storia e descrizione
Sarebbe stata fondata, secondo la tradizione, nel 1008, da san Romualdo che vi realizzò un semplice eremo.
San Pier Damiani ne fu a capo nel 1050. Fu un monastero di grande importanza, tanto è vero che, nella seconda metà del Duecento ebbe, nella sua giurisdizione, 21 chiese.
A fianco della chiesa è situato il campanile a pianta ottagonale che, anticamente, aveva la funzione di torre di difesa. L'orologio del campanile fu restaurato nel 1992.
La chiesa superiore, consacrata nel 1105 da San Giovanni da Lodi, vescovo di Gubbio, è a tre navate e contiene affreschi trecenteschi di scuola umbra e un coro ligneo di buona fattura. È dedicata a Santa Sofia.
Nel 1959, dopo i lavori di ripristino, vi fu ricollocato l'antico ciborio (VIII secolo) con quattro colonne in pietra e quattro frontoni su cui poggiano tre lastre scolpite con motivi vegetali ed una con la raffigurazione di due pavoni.
L'antica cripta (denominata Madonna delle Grazie) è composta da un locale a cinque navate, terminante con tre absidi. È praticamente una chiesa seminterrata in cui gli spazi sono scanditi da colonne romane ed altomedievali, una diversa dall'altra, sorreggenti volte a crociera. I muri perimetrali sono solcati da archi ciechi, con archi più piccoli all'interno.
L'abbazia fu concessa, nel 1234, da papa Gregorio IX, all'ordine dei monaci Cistercensi; tornò ai camaldolesi nel 1434 per volere di papa Eugenio IV, ma vi poterono accedere solo un secolo più tardi a causa delle lotte tra le famiglie degli Oddi e dei Baglioni.
Con l'unità d'Italia e l'esproprio in Umbria dei beni ecclesiastici, passò sotto la proprietà della famiglia Marignoli, poi nel 1936 ne fu proprietario il tenore Beniamino Gigli. Dopo la seconda guerra mondiale furono proprietari della tenuta le famiglie Agnelli e Ligresti. Oggi il monastero è affidato alla Famiglia monastica di Betlemme. Ad oggi è sede, in una parte dell'antica abbazia, di un'importante azienda agricola del gruppo UnipolSai.

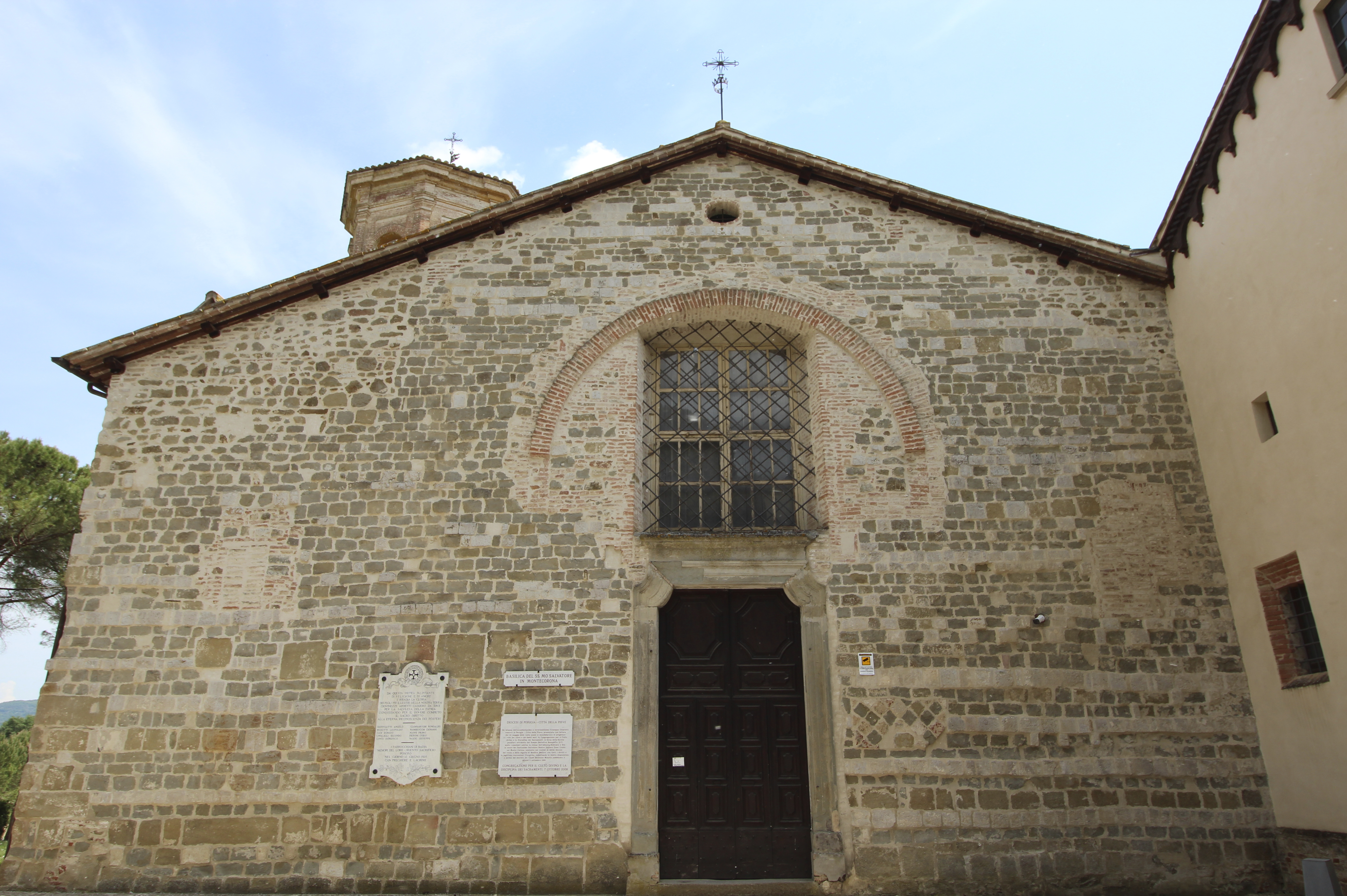
La facciata della chiesa

## Centro di vita religiosa ed economica
Seguendo una  tradizione accreditata da Ludovico Jacobilli, con l’inizio del nuovo millennio inizia la costruzione dell’Abbazia ad opera di San Romualdo, quattro anni prima che l’ex benedettino fondasse l’eremo di Camaldoli. «(…) il luogo non era bello, ma si trovava lungo corsi d’acqua costanti (il Tevere e la confluenza dell’Assino) che erano l’unica fonte di energia utilizzabile  in quel tempo per tutto l’anno».
Negli anni Settanta del Cinquecento, Nicolò Circignani detto il Pomarancio, che «è molto attivo tra l’Umbria e il Lazio settentrionale, lavora per l’abbazia camaldolese di San Salvatore di Montecorona». Nella sua ‘’Trasfigurazione’’ , collocata nella chiesa Collegiata della  adiacente Umbertide possiamo ammirare il modello dell’abbazia di Montecorona sostenuto da San Romualdo nei modi canonici della storia dell’arte. 
Lo scrittore inglese Thomas Adolphus Trollope descrive questa oasi di pace con pittoresche  espressioni.